# Soggiorno

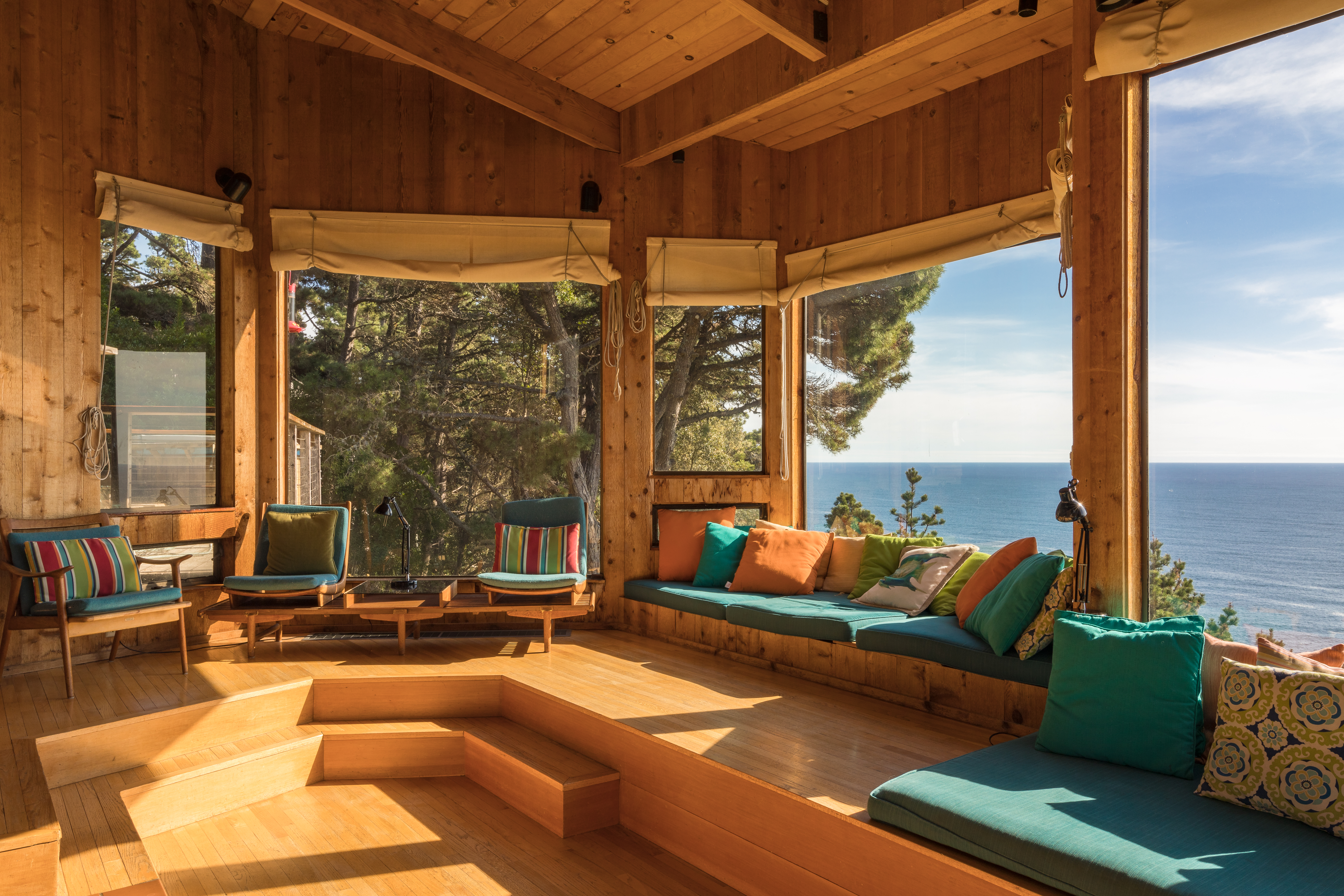
Un soggiorno con vista mare

Il soggiorno è la stanza di un'unità abitativa nella quale hanno luogo numerose attività familiari diurne o comunque del periodo di veglia. Integra frequentemente la sala da pranzo e talvolta anche lo studio o la cucina e spesso è l'ambiente  della casa più esteso in termini di dimensioni.
Nelle abitazioni prive di salotto, il soggiorno funge abitualmente da ambiente di ricevimento per gli ospiti.
Gli oggetti nei soggiorni possono essere utilizzati "per istigare e mediare la contemplazione su altro di significante, nonché per regolare la quantità di intimità desiderata con gli ospiti".

## Storia
In epoca greca la stanza di rappresentanza era l'andron al piano terra per gli uomini, mentre le donne si riunivano nel gineceo al primo piano.
Nelle prime domus italiche prendeva il nome di tablinum che aveva inoltre, anche la funzione di camera nuziale, persa poi nella domus romana. Un'altra stanza per gli ospiti era il triclinium che può considerarsi l'antenato della sala da pranzo, il suo design era costituito da stoffe, mosaici ed il lectus triclinaris, il letto che i romani utilizzavano per mangiare (da "Tre Klinai", i tre letti disposti parallelamente ai tre lati della camera). Nel Medioevo nacque invece la tavola da pranzo, mentre i primi soggiorni nacquero a metà del XVIII secolo e furono utilizzati per ricevere oppure per dedicarsi alla musica, il tutto fu favoreggiato anche dall'utilizzo dei divani. Il soggiorno è divenuto successivamente un ambiente multifunzionale per la residenza ed è inoltre il luogo di essa in cui è maggiormente impiegata l'innovazione tecnologica.
Dopo la prima guerra mondiale divenne lo spazio più utilizzato della casa, mentre prima di allora era comune per le donne della casa utilizzarla come stanza per il ricevimento degli ospiti.
A partire dalla metà del XX secolo, i soggiorni furono frequentemente integrati nell'area pasti. In alcuni casi, anche una camera da letto può essere integrata.

### Evoluzione del soggiorno moderno
Interior designer e architetti nel tempo hanno studiato continuamente gli utilizzi all'interno di uno spazio per progettare al meglio qualcosa che soddisfacesse esigenze e desideri. Il Palazzo di Versailles di Luigi XIV, può essere considerato uno dei salotti più riccamente decorati alla fine del 1600. Durante il regno di re Luigi XIV, fu stabilito lo stile architettonico Luigi XIV o Louis Quatorze. Questo stile può anche essere identificato come il Classicismo francese e ha avuto un'influenza anche su altri paesi. Comprendeva l'uso audace di materiali in marmo e bronzo. Luigi XIV lavorò al fianco di Louis Le Vau e Augustin-Charles d'Aviler per progettare "appartments de parade", altrimenti noti come "stanze formali" che di solito consistevano nella discussione e nella conduzione di affari. Hanno anche progettato "appartements de commodité", che erano stanze in cui i proprietari di casa potevano rilassarsi e oziare. Questo stile è stato progettato intenzionalmente per combinare la formalità con un nuovo livello di comfort che le persone dovevano ancora scoprire. Charles Étienne Briseux, architetto francese il cui stile architettonico era principalmente il Louis Quinze, pubblicò Architecture moderne ou L'art de bien bâtir nel 1728, introducendo il comfort che in seguito divenne un'ossessione per avere materiali e arredi specifici all'interno di uno spazio. La sua influenza iniziò a Parigi, in Francia, e poi si diffuse rapidamente in tutta Europa raggiungendo l'attenzione dei ricchi.
La rivoluzione industriale emersa alla fine del 1700, trasformò completamente l'America da un processo artigianale e fatto a mano a una società dominata da un'industria manifatturiera di macchine. Ciò ha permesso la produzione di sedie, tavoli, lampadine, telegrafi e radio che hanno permesso alla società di acquistarli a un prezzo ragionevole per aggiungerli alla propria casa. L'ascesa della rivoluzione industriale ha svolto un ruolo enorme nell'avanzamento del soggiorno perché, a causa della produzione di massa, gli oggetti decorativi sono diventati più fruibili per la classe media.
Un esempio di questa evoluzione è la Miller House progettata da Eero Saarinen, che sapeva di voler progettare un soggiorno non solo con uno stile architettonico appropriato, ma con una "fossa di conversazione" che affondasse le persone a terra facendole sentire un po' più "con i piedi per terra". La Miller House è stato uno dei primissimi spazi per celebrare e introdurre la fossa della conversazione. Lo stile architettonico della Miller House era noto come Mid-Century moderno, introdotto dopo la seconda guerra mondiale tra il 1945 e il 1960. Il movimento era associato a ornamenti minimi, semplicità, materiali onesti e artigianato.

## Caratteristiche
L'arredamento è sulla stessa linea di quello presente in sala da pranzo.
I mobili che abitualmente sono contenuti in un tipico soggiorno occidentale includono divani, sedie, tavolini, tavolini da caffè, libreria, televisore, lampade elettriche, tappeto o altri mobili. A seconda del clima, i soggiorni possono contenere un camino, che in passato era utile a garantire il riscaldamento della stanza o talvolta dell'intera abitazione, assumendo comunque una funzione in genere distinta dal focolare impiegato per la cottura del cibo, di norma posto in prossimità della cucina, ove presente. In un salotto giapponese, chiamato washitsu, il pavimento è ricoperto di tatami, stuoie sezionate, su cui le persone possono sedersi comodamente. Sono anche tipicamente costituiti da shoji, fusuma e ramas che consentono allo spazio di essere molto minimalista e coeso poiché può consentire alle persone di liberare la mente nello Zen completo. I concetti di design del soggiorno giapponese contraddicevano gli ideali del Regno Unito e della Nuova Zelanda nel modo in cui la cultura giapponese credeva nel riscaldare la persona, anziché la casa. Ciò consisteva nel possedere un hibachi portatile per le esigenze di cucina piuttosto che per le esigenze di riscaldamento, nel frattempo le persone nel Regno Unito e in Nuova Zelanda usavano i caminetti per riscaldare lo spazio e non per le esigenze di cottura. I sistemi di credenze culturali giapponesi hanno influenzato le loro caratteristiche di design nel modo in cui gli ornamenti dovrebbero essere minimi, pur incorporando elementi naturali.

## Stili architettonici

### Romanico (800-1200)
- Muri spessi
- Soffitti a cassettoni
- Colonne
- Colori neutri

### Gotico (1110-1450)
- Vetrate colorate
- Volte a coste
- Decorazione ornata
- Archi a sesto acuto

### Rinascimento (1400-1450)
- Intonaco
- Colore e motivi geometrici
- Belle pitture murali
- Riccamente decorato

### Barocco (1600-1830)
- Lussuosamente decorato
- Ricca tavolozza di colori
- Dettagli intagliati
- Materiali di fascia alta

### Rococò (1650-1790)
- Tavolozza dei colori pastello
- Ornamenti elaborati
- Linee sinuose sensuali
- Artigianato superiore

### Neoclassicismo (1730-1925)
- Sfumature di colore
- Mobili semplici e simmetrici
- Motivi decorativi
- Motivi geometrici

### Art Nouveau (1890-1914)
- Ispirazione dalla natura
- Tavolozza di colori sgargianti
- Linee sinuose sensuali
- Decorativo e ornamentale

### Belle Arti (1895-1925)
- Superfici altamente decorative
- Focus sulla simmetria
- Curve e archi
- Colonne e superfici dettagliate

### Neogotico (1905-1930)
- Enfasi sugli elementi verticali
- Illuminazione naturale
- Vetrate colorate
- Superfici altamente dettagliate

### Art Déco (1925-1937)
- Colori ricchi
- Geometria audace
- Decadente lavoro di dettaglio
- Motivi geometrici stilizzati

### Stili moderni (1900-presente)
- Semplicità
- Linee pulite
- Linee naturali
- Miscela di colori audaci e neutri

### Postmodernismo (1972-presente)
- Colori vivaci
- Asimmetrico
- Scala spropositata
- Materiali innaturali

### Neomodernismo (1997-presente)
- Angoli sulle curve
- Monocromatico o vibrante
- Sperimentazione con le forme
- Uso di materiali metallici ed ecologici

### Parametricismo (1997-presente)
- Colori neutri
- Grandi dimensioni
- Linee sensuali
- Materiali naturali